# قائمة قادة بوروسيا دورتموند
نادي بوروسيا دورتموند لكرة القدم 09 (بالألمانية: Ballspielverein Borussia 09 e.V. Dortmund) و يعرف اختصاراً باسم بوروسيا دورتموند (بالألمانية: Borussia Dortmund) و أحياناً دورتموند (بالألمانية: Dortmund) هو نادي كرة قدم ألماني تأسس في عام 1909 ويقع مقره في مدينة دورتموند في ولاية شمال الراين-وستفاليا في ألمانيا. يعرف نادي دورتموند بكثرة مشجعيه، حيث يمتلك النادي أكثر من 100 ألف عضوية، مما يجعله الأكبر في ألمانيا. فهو صاحب أكبر معدل للحضور الجماهيري في أوروبا.
يعد نادي دورتموند أحد أنجح الأندية في تاريخ الكرة الألمانية بسبب إنجازاته على الصعيد المحلي والقاري. محلياً استطاع دورتموند الفوز بسبعة عشر بطولة محلية موزعة كالتالي؛ لقب الدوري الألماني 8 مرات، ولقب كأس ألمانيا 4 مرات، بينما لقب كأس السوبر الألماني 6 مرات. بينما على الصعيد القاري والأوروبي، حصد الفريق على 3 بطولات وهي دوري أبطال أوروبا في موسم 1996–97 وكأس الكؤوس الأوروبية في عام 1966، وكأس الإنتركونتيننتال في 1997.
يلعب بوروسيا دورتموند في الدوري الألماني لكرة القدم، ويخوض كل مبارايته الرسمية على الملعب الفيستفالي والمعروف باسم سيغنال إيدونا بارك، والذي يتسع ل81,264 متفرج. ألوان الفريق الرسمية هي الأسود والأصفر، ولهذا أطلقوا على أنفسهم اسم (بالألمانية: die Schwarzgelben) والتي تعني الأصفر والأسود. يعد بوروسيا الغريم التقليدي لنادي بايرن ميونخ، ولهذا تُعرف مبارياتهما باسم «الكلاسيكو». بحسب تقرير ديلويت لأغنى أندية العالم والذي يصدر سنوياً بواسطة شركة ديلويت توش توهماتسو يُعتبر نادي دورتموند ثاني أغنى نادي في ألمانيا بعد بايرن ميونخ، ويقع في المرتبة الحادية عشر على مستوى العالم. شعار الفريق هو الحب الحقيقي (بالألمانية: Echte Liebe).

## قائمة القادة
منذ عام 1963، شغل 18 لاعبًا منصب قائد نادي بوروسيا دورتموند أول قائد في بداية الدوري الألماني كان آكي سكميدت، الذي كان قائد الفريق من 1963 إلى 1965. القائد صاحب أطول مدة كان مايكل زورك والذي كان كابتن النادي من 1988 إلى 1998 وهو يتميز بفوزه بأكبر عدد من الجوائز.  فاز بلقب الدوري الألماني مرتين وكأس ألمانيا مرة واحدة وكأس السوبر الألماني ثلاث مرات ودوري أبطال أوروبا مرة واحدة. كابتن النادي الحالي هو ماركو رويس، أصبح القائد بعد ترك مارسيل شميلزر دوره كقائد النادي لموسم 2018-19.
قائد النادي الحالي هو إمري تشان ويوليان براندت القائد الثاني
| التاريخ   | الاسم             | ملاحظة                                        |
| --------- | ----------------- | --------------------------------------------- |
| 1963–1965 | آكي سكميدت        | أول قائد للنادي مع بداية ظهور الدوري الألماني |
| 1965–1968 | فولفغانغ باول     |                                               |
| 1968–1971 | سيغفريد هيلت      |                                               |
| 1971–1974 | ديتر كورات        |                                               |
| 1974–1977 | كلاوس أكرمان      |                                               |
| 1977–1979 | لوثار هوبر        |                                               |
| 1979–1983 | مانفريد بورغسمولر |                                               |
| 1983–1985 | رولف روسمان       |                                               |
| 1985–1987 | ديرك هوب          |                                               |
| 1987–1988 | فرانك ميل         |                                               |
| 1988–1998 | مايكل زورك        | صاحب أكبر مدة في قيادة النادي                 |
| 1998–2003 | شتيفان رويتر      |                                               |
| 2003–2004 | كريستوف ميتسلدر   |                                               |
| 2004–2008 | كريستيان فورنز    |                                               |
| 2008–2014 | سباستيان كيل      |                                               |
| 2014–2016 | ماتس هوملز        |                                               |
| 2016–2018 | مارسيل شميلزر     | [ 14 ]                                        |
| 2018–2023 | ماركو رويس        | [ 13 ]                                        |
| 2023–الآن | إمري تشان         | القائد الحالي                                 |